# Piersandro Pallavicini
Piersandro Pallavicini (Vigevano, 4 settembre 1962) è uno scrittore e professore ordinario di chimica inorganica all’Università di Pavia italiano.
Ha iniziato a pubblicare racconti su riviste degli anni '90 quali Versodove, Totem Comics, Addictions, 'Tina e Fernandel, per i cui tipi è uscita la sua raccolta di racconti Anime al neon nel 2002.
Il suo romanzo d'esordio è Il mostro di Vigevano, pubblicato nel 1999 da Pequod Edizioni. È poi passato alla casa editrice Feltrinelli, per la quale ha pubblicato Madre nostra che sarai nei cieli (2002), Atomico Dandy (2005) e African Inferno (2009). In quest'ultimo, in particolare, Pallavicini esamina il tema dell'immigrazione africana in Italia, ambientando il romanzo nella provincia italiana, a Pavia. Al tema dell'immigrazione africana in Italia appartiene anche il romanzo breve del 2010, A braccia aperte, pubblicato nella collana "Verdenero Romanzi" delle Edizioni Ambiente. Molto legato al tema dell'immigrazione, Piersandro Pallavicini ha lavorato fino al 2010 con le edizioni "di strada" Ediarco, per le quali ha curato una collana di libri di scrittori italiani sul tema del rapporto Africa-Italia. Per Ediarco ha anche pubblicato i due volumi Afro-Beats (racconti) e L'Africa nel piatto (racconti e ricette). La particolarità di questi libri (considerati da Pallavicini un "riuscito esperimento di editoria equa e solidale") è che sono acquistabili solo per le strade, dai venditori senegalesi affiliati a Ediarco, cui va direttamente il 50% del prezzo di copertina grazie al salto della distribuzione in libreria.
Nel 2012 ha pubblicato sempre per Feltrinelli l'ebook inedito London Angel (Feltrinelli "Zoom"), e il romanzo Romanzo per signora, che ha segnato la sua svolta verso la commedia colta. Sempre per Feltrinelli sono seguiti i romanzi Una commedia italiana (2014), La chimica della bellezza (2016), e Nel giardino delle scrittrici nude (2019).
Nel 2021 ha pubblicato L'arte del buon uccidere (Mondadori), una raccolta satirica di ritratti e racconti di tipologie di rompiscatole contemporanei. Nel 2023 Mondadori ha pubblicato il suo nuovo romanzo, Il figlio del Direttore, nella collana Scrittori Italiani e Stranieri.
Atomico Dandy, Romanzo per signora, Una commedia italiana sono stati pubblicati anche in Germania da Folio Verlag. Romanzo per signora è stato pubblicato in Israele da Keter.
Ha collaborato a lungo con Pulp Libri, dove si è occupato di recensioni, interviste, articoli sulla nuova narrativa italiana e sulla narrativa migrante. Dal 2005 collabora anche con il supplemento TuttoLibri di La Stampa, dove pubblica recensioni sullo stesso tipo di letteratura. Dal 2022 ha iniziato una collaborazione con il quotidiano Il Giornale, con articoli dedicati al mondo dell'arte contemporanea. Tra questi, una serie di racconti delle sue studio visit presso artisti figurativi italiani (tra cui Velasco Vitali, Daniele Galliano, Luca Pignatelli, Giovanni Frangi, Valentina D'Amaro, Laurina Paperina), poi raccolti nel libro Studio Italia - Un collezionista negli atelier della pittura italiana contemporanea, pubblicato nel 2023 da Helvetia editrice. Dal 2022, l'attività di ricerca e promozione nell'ambito della giovane arte italiana comprende anche l'organizzazione di 'Home-show', mostre-incontro senza fine di lucro, con ospiti artisti emergenti quali Matteo Casali Caramello, Domenico Ruccia, Rachele Frison, Savina Capecci.

## Opere

### Racconti
- Anime al neon (Fernandel, 2002)
- Afro Beats (Edizioni dell'Arco, 2006)
- L'Africa nel piatto (Edizioni dell'Arco, 2008)
- London Angel (racconto in formato ebook nella collana "Zoom", Feltrinelli, 2012)
- Racconti per signora (tre racconti in formato ebook nella collana "Zoom", Feltrinelli, 2013)
- L'ombrello di Steed e tutti gli altri racconti (antologia di racconti 1997-2001 in formato ebook; Terra ferma, 2014?)
- Dalle parti di Arenzano (racconto in formato ebook nella collana "Zoom", Feltrinelli, 2014)
- Guardale le macchine (racconto per yeerida.com, 2016)

### Romanzi
- Il mostro di Vigevano (Pequod Edizioni, 1999; nuova ed. in ebook: Laurana, 2013)
- Madre nostra che sarai nei cieli (Feltrinelli, 2002)
- Atomico Dandy (Feltrinelli, 2005)
- African Inferno (Feltrinelli, 2009)
- A braccia aperte (Edizioni Ambiente, 2010)
- Romanzo per signora (Feltrinelli, 2012)
- Una commedia italiana (Feltrinelli, 2014)
- La chimica della bellezza (Feltrinelli, 2016)
- Nel giardino delle scrittrici nude (Feltrinelli, 2019)
- L'arte del buon uccidere (Mondadori, 2021)
- Il figlio del Direttore (Mondadori, 2023)
- Il mondo di Maria (Mondadori, 2025)

### Saggi
- Quei bravi ragazzi del rock progressivo (Theoria, 1998)
- Riviste anni '90: L'altro spazio della nuova narrativa (Fernandel, 1999)
- Mastronardi e il suo mondo (con Antonella Ramazzina, Otto/Novecento, 1999)
- A Londra con mia figlia e Harry Styles (EDT, 2017)
- Studio Italia - Un collezionista negli atelier della pittura italiana contemporanea (Helvetia editrice, 2023)